# Llista de videojocs cancel·lats
Aquest article és una llista de videojocs cancel·lats organitzats per sistema.

## 3DO
- The Journeyman Project: Pegasus Prime (versió 3DO) disponible per Mac OS i Playstation

## Amstrad

### CPC
- Dalek Attack
- Mega Twins
- The NeverEnding Story 2
- Project: Stealth Fighter
- Rimrunner
- RoboCop 3
- Street Fighter II
- The Amazing Spider-Man
- The Punisher
- Tilt
- Toki
- Where Time Stood Still

### GX4000
- Chase HQ
- Double Dragon
- Shadow Warriors
- Robocop 1
- Batman - The Caped Crusader
- S.D.I.
- Pro Tennis Tour 2
- OutRun
- Mean Streets
- Klax +
- Kick Off
- Kick Off 2
- Gazza's Superstar Soccer
- Escape From the Planet of the Robot Monsters

## Arcade
- Capcom Fighting All-Stars
- Chimera Beast
- GunBeat
- Hebereke's Pair Pair Wars
- Judge Dredd
- Magic: The Gathering Armageddon
- Marble Madness 2
- Metal Maniax
- Primal Rage 2
- Tattoo Assassins
- Tenth Degree
- Ultimate Mortal Kombat 3 Wave Net
- Gremlins
- Star Fox
- Lemmings
- Multijugador Missile Command seqüela
- Michael Jackson's Moonwalker seqüela
- Kenju

## Atari

### 2600
- 9 to 5
- The A-Team
- Ballblazer
- Blow Out
- Combat 2
- Count's Castle
- The Impossible Game
- The Day The Earth Stood Still
- The Entity
- James Bond: Moonraker
- Planet Of The Apes
- Mark of the Mole
- Mission Omega
- Monkey Business
- Scavenger Hunt
- Snark
- Solo
- Star Trek II: The Wrath of Khan
- Star Trek III: The Search for Spock
- Revenge of the Jedi - Game I
- Revenge of the Jedi - Game II
- Swordquest: Airworld
- Tempest disponibles als recreatius i per PC (Microsoft Arcade)
- Untitled David Crane Motorcycle Game
- Xevious disponibles als recreatius, molts ordinadors domèstics, i NES (també emulat a la Classic NES Series i Star Fox: Assault)

### 5200
- Omega Race
- Superman III

### 7800
- Pit-Fighter

### Lynx
- Alien vs. Predator

### ST
- Solar Jetman: Hunt for the Golden Warpship disponible per la NES

## Bandai

### WonderSwan
- Raku Jong

### WonderSwan Color
- Final Fantasy III disponible per la Famicom i Nintendo DS

## Colecovision
- Moon Patrol
- Pac-Man

## Commodore

### 64
- Darkness at Dawn
- Solar Jetman: Hunt for the Golden Warship'disponible per la NES

### Amiga
- Battle Isle II disponible per PC
- Bureau 13 disponible per PC
- Dafel: Bloodline
- Frontier: First Encounters disponible per PC
- Fortress of Fear
- Gilbert Goodmate and the Mushroom of Phungoria disponible per PC
- Golem
- Hard Target
- Heart of Darkness disponible per PC i PlayStation
- King of Thieves
- NBA Jam Tournament Edition disponible per PC, Game Boy, Game Gear, Genesis, Jaguar, PlayStation, Saturn, Sega 32X i SNES
- Phantasmagoria disponible per PC, Mac, PlayStation i Saturn
- Phoenix
- The Settlers II disponible per PC
- Solar Jetman: Hunt for the Golden Warship disponible per la NES
- Space Station 3000
- Where Time Stood Still disponible per ZX Spectrum, Atari ST i PC
- Yie-Ar Kung Fu disponible per Commodore 64, ZX Spectrum, Amstrad CPC, MSX, NES i BBC Micro

### CD32
- Cyberwar disponible per PC
- Inferno disponible per PC
- Lost Eden disponible per PC, Mac, 3DO i CD-i
- MegaRace disponible per PC, Sega CD i 3DO
- Pussies Galore

## Microsoft

### Xbox
- 100 Bullets
- 9 Worlds
- Adventures of Jimmy Neutron: Attack of the Twonkies
- American Idol disponible per Playstation 2
- Apocalyptica
- Back Pedal
- Ballistics
- Battlefield 1942 disponible per PC
- BC
- BC 2
- Black 9
- Black & White disponible per PC
- Bloody Waters: Terror from the Deep
- Breed
- Bulletproof Monk
- Captain Blood
- Carmageddon
- Club Football 2006
- Cold Winter disponible per PlayStation 2
- Comanche
- Comanche 4 available for PC
- Crank the Weasel
- Daredevil: The Man Without Fear
- Dead Rush
- Deadlight
- Dominion
- Dragonkind
- Dreadnoughts
- Drihoo
- Dungeon Lords
- e-Racer
- E.T. The Extra-Terrestrial
- Ecks vs. Sever
- Emergency Mayhem
- Enclave II
- Eon of Tears: The Bible Code
- Falcone: Into the Maelstrom
- The Fast and the Furious
- Fate
- Fear & Respect
- La Femme Nikita
- FILA World Tour Tennis
- Four Horsemen of the Apocalypse
- Full Throttle: Hell on Wheels
- Funkmaster Flex's Digital Hitz Factory
- Fuzion Frenzy 2 disponible per Xbox 360 a l'hivern del 2007
- Gaia Blade
- Get On Da Floor
- Get On Da Mic
- Ghouls 'n Ghosts Online
- Giants X
- Gladiator: The Crimson Reign
- Good Cop Bad Cop
- Grand Prix 4
- Grand Raid Offroad
- GTR - FIA GT Racing Game
- Internal Pain
- Jackie Chan Adventures
- Jonny Drama
- Justice League
- Kameo: Elements of Power disponible per Xbox 360
- King of Fighters 94: Re-Bout[1]
- The Kore Gang
- Lamborghini FX
- Lamborghini Racer
- The Last Job
- Legion: Legend of Excalibur
- Lobo
- Loose Cannon
- The Lord of the Rings: The Treason of Isengard
- The Lost
- Mutant Chronicles Online
- Mega Man X Collection disponible per GameCube i PS2
- NFL Quarterback Club 2003
- Nicktoons Unite!
- Orchid
- Over The Top
- Perfect Dark Zero disponible per Xbox 360
- Phoenix
- Pumpkin Man
- Pac-Man World Rally disponible per PS2, Gamecube, PSP i PC
- Pirates of the Caribbean: The Legend of Jack Sparrow disponible per PS2 i PC
- Rally Trophy
- Raze the Roof
- Re-Volt Live
- The Red Star
- Relics: The Absolute Spirit
- Risk
- Sam and Max: Freelance Police
- Samurai Jack: The Shadow of Aku
- Savage Skies
- Sgt. Cruise
- Shaun Palmer's Pro Snowboarder 2
- Shayde: Monsters V. Humans
- The Shield
- Shining Lore
- A Sound of Thunder
- Space Quest
- Spyro: Enter the Dragonfly
- Star Wars Galaxies disponible per PC
- Starcraft: Ghost
- Starship Troopers
- State of Emergency 2
- Strident
- Stung!
- Sudeki 2
- Stargate SG1: The Alliance
- Tech Deck: Bare Knuckle Grind
- The Brutal Ballad of Fangus Klot
- Thunderstrike: Operation Phoenix
- Title Defense
- Toxic Bunny 2
- TransWorld Skateboarding
- Trinity: The Shatter Effect
- True Fantasy Live Online
- Twin Caliber
- U.S. Open 2003
- The Unseen
- Uru: Ages Beyond Myst
- V.I.P.
- Vijay Singh Pro Golf 2005
- Wave Rally
- Worlds Scariest Police Chases
- WWE Crush Hour
- The X-Files: Resist or Serve disponible per PlayStation 2
- X Games Snowboarding 2
- Xaxier Fox: The Lost City

### Xbox 360
- Demonik
- Fear & Respect
- Frame City Killer
- Halo 2.5
- Killing Day
- Scarface: The World Is Yours
- The Sopranos
- From Russia With Love

## Nintendo

### 64 i 64DD
- 1080 Snowboarding 2 (Nintendo) es va moure cap a GameCube com a 1080 Avalanche'
- 3Sixty
- 40 Winks
- 64 Wars (Nintendo)
- 7th Legion
- Acclaim Sports Soccer
- Ace Driver
- Actua Golf 4
- Airport Inc.
- Animaniacs Ten Pin Alley
- Assault
- Attack!
- BattleSport II
- Buggie Boogie
- Cabbage (Nintendo)
- Caesar's Palace
- Carnivale
- Catroots (Nintendo)
- Cavalry Battle 3000
- Chanbara Fighter
- Climber (Nintendo)
- Contra Spirits 64
- Creator
- DD Sequencer
- Dead Ahead
- Deadly Honor (antigament Steven Seagal és el Final Option per SNES)
- Deer Hunter 64
- DethKarz
- Derby Day
- Dezaemon DD
- Die Hard 64
- Dinosaur Planet disponible per GameCube com a Star Fox Adventures (Nintendo)
- Dragon King
- Dragon Quest VII (versió cancel·lada de N64, el joc va ser redissenyat i rellançat per Playstation)
- Dragon Sword
- Dragon Ball Z: Indainaru Dragon Ball Densetsu (versió N64, disponible per Saturn i PlayStation)
- DT
- EarthBound 64 (N64/64DD cancel·lat, el projecte es va tornar a començar anys després per GBA, vegeu Mother 3) (Nintendo)
- Echo Delta
- Emperor of the Jungle
- Eternal Darkness: Sanity's Requiem disponible per GameCube
- Extreme Sports 64
- F-18 Super Hornet
- F1 '98 (Nintendo
- Fire Emblem 64 (Nintendo)
- First Samurai 64
- Frogger 2: Swampy's Revenge
- Final Fantasy 7
- Ghouls 'n Ghosts 64
- Glover 2
- Golgo 13
- Grand Theft Auto
- Harrier 2001
- Hashire Boku no Uma
- Hype: The Time Quest
- Jack and the Beanstalk (Nintendo)
- Japan Pro Golfer 64 (Nintendo)
- Jeff Gordon XS Racing
- Jest
- Joust 64
- Jungle Bots
- Jungle Emperor Leo (Nintendo)
- Kameo: Elements of Power Microsoft va comprar Rare i va moure el projecte a Xbox 360, el mateix va passar amb el joc Perfect Dark Zero
- Kasparov Chess
- Kirby Air Ride (Nintendo)
- Looney Tunes: Space Race
- Luigi’s Mansion (projecte passat a Gamecube)
- Magic Flute
- Major League Soccer
- Maker Trilogy
- Mario Artist: Sound Maker (Nintendo)
- Maximo: Ghosts to Glory (projecte passat a PlayStation 2)
- Mega Man Legends 2 (original de Mega Man Legends portat a la N64 com a Mega Man 64)
- Metal Gear Solid
- Mini Racers (Nintendo)
- Mission: Impossible 2
- Momotarou Festival
- Monster Dunk
- Montezuma's Return
- Mortal Kombat: Special Forces (versió N64) disponible per PlayStation
- NBA Showtime 2000
- NHL Blades of Steel 2000
- Nightmare Creatures II
- O.D.T. (versió N64) disponible per PC i PlayStation
- Onimusha (projecte passat a PlayStation 2)
- Pilotwings 64 II (Nintendo)
- Pitfall
- Powerslide
- Project Cairo
- Pokémon Colosseum (versió N64) disponible per GameCube
- Prince of Persia 3D (versió N64) disponible per Dreamcast i PC
- Quest 2
- Quest for Camelot 64
- Red Baron
- Renegade Racers
- Resident Evil 0 disponible per GameCube
- Rev Limit
- Riqa (llançat com a Rogue Ops per Gamecube, Xbox, i PlayStation 2) (Nintendo)
- Robotech: Crystal Dreams
- Rollerball
- Ronaldo Soccer
- Roswell Conspiracies: Aliens, Myths & Legends
- Roto Gunners
- Sea-Doo HydroCross (versió N64) disponible per Playstation
- Shadowgate Rising
- SimCopter 64
- Smurfs 64
- Snowspeeder DD
- South Park 2
- Space Bunnies Must Die
- Spooky
- Super Mario 64 2 (el desenvolupament va ser cancel·lat molt abans d'hora, en què llavors només van poder crear un demo amb un sol nivell.)[2][3]
- Survivor: Day One
- Sydney 2000
- Tak and the Power of Juju (disponible per Gamecube i Xbox)
- Teo
- Test Drive Rally
- Tommy Thunder
- Tonic Trouble Add-on
- Toon Panic
- Top Gun  disponible com a Top Gun: Fire at Will per PlayStation
- TrickStyle 64
- Twelve Tales: Conker 64 va esdevenir després com a Conker's Bad Fur Day
- Ultra Baseball 64
- Ultra Combat disponible al Japó com a Blade and Barrel
- Ultra Descent
- Ultra Top Gun
- Unreal disponible per PC
- Ura Zelda disponible com a The Legend of Zelda: Ocarina of Time - Master Quest for GameCube (Nintendo)
- VR Sports Powerboat Racing disponible per Playstation i PC
- Wall Street DD (Nintendo)
- Waterworks
- Wet Corpse
- Wildwaters
- X-Men: Mutant Academy disponible per Playstation
- Zelda Gaiden (versió 64DD)

### Nintendo DS
- A Boy and His Blob (cancel·lat indefinidament)
- Black and White Creatures (possible cancel·lat)
- Disney's Lizzie McGuire & That's So Raven
- MechAssault: Phantom War
- Mobile Suit Gundam SEED
- Moonlight Fables
- Super Pac-Man Pinball

### GameCube
- Adiboo and the Energy Thieves
- Alias
- Arctic Thunder (versió GameCube) disponible per PlayStation 2 i Xbox
- Area 51 (versió GameCube) disponible per PlayStation 2 i Xbox
- Army Men: Platoon Command
- Barbie Horse Adventures: Wild Horse Rescue (versió GameCube) disponible per PlayStation 2 i Xbox
- Barbie: Treasures in Time
- BattleBots
- Bratz: Formal Funk
- Bulletproof Monk
- Broken Sword: The Sleeping Dragon disponible per PlayStation 2 (només a Europa) i Xbox
- Crash Twinsanity disponible per PlayStation 2 i Xbox
- Crouching Tiger, Hidden Dragon disponible per PlayStation 2 i Xbox
- Dead Phoenix
- Dead Rush
- Donkey Kong Racing (Nintendo)
- Devil May Cry (projecte passat a PlayStation 2)
- Driv3r disponible per PlayStation 2, PC i Xbox
- Dr. Seuss' The Cat in the Hat disponible per PlayStation 2 i Xbox
- E.T. The Extra-Terrestrial
- The Four Horsemen of the Apocalypse
- Futurama disponible per PlayStation 2 i Xbox
- Gravity Games Bike (va estar promocionat a l'anunci pel llançament per GameCube. Disponible per PlayStation2 i Xbox)
- Jacked
- Kameo: Elements of Power disponible per Xbox 360
- Kirby Tilt 'n' Tumble 2 (Nintendo)
- The Legend of Zelda: Tetra's Trackers (una part llançada a la versió japonesa com a The Legend of Zelda: Four Swords Adventures)
- Mace Griffin: Bounty Hunter disponible per PlayStation 2 i Xbox
- Marionette (Nintendo)
- NARC disponible per PlayStation 2 i Xbox
- NFL Retro Football (Nintendo)
- Nintendo Pennant Chase Baseball (Nintendo)
- Perfect Dark Zero disponible per Xbox 360 (Nintendo)
- Picassio
- Pilotwings (Nintendo)
- Psi-Ops: The Mindgate Conspiracy disponible per PlayStation 2 i Xbox
- Rally Fusion : Race Of Champions disponible per PlayStation 2 i Xbox
- Rally Simulation
- Raven Blade (originàriament Runeblade) (Nintendo)
- Rebirth
- RTX Red Rock disponible per PlayStation 2
- Saffire
- Showdown: Legends of Wrestling (disponible per Xbox)
- Spy Hunter 2 disponible per PlayStation 2 i Xbox
- Stage Debut (Nintendo)
- StarCraft: Ghost Era per Xbox i PlayStation 2. Mireu l'article per a més detalls.
- The Suffering disponible per PlayStation 2 i Xbox
- Star Wars: Episode 1 - Obi Wan disponible per Xbox
- Star Wars Episode III: Revenge of the Sith (videojoc) disponible per PS2,Xbox,GBA,DS.
- Super Mario 128 alguns conceptes va ser usats al Super Mario Galaxy per la Wii (Nintendo)
- Super Monkey Ball 3 va tenir un suport LAN
- Super Paper Mario (Projecte passat a Nintendo Wii)
- Tengai Makyo III Namida disponible per PlayStation 2
- Thornado
- Thunder Rally (anomenat també Car Combat) (Nintendo)
- Tom Clancy's Ghost Recon: Advanced Warfighter disponible per PlayStation 2, Xbox i Xbox 360
- Tom Clancy's Rainbow Six: Rogue Spear
- Too Human (projecte passat a la Xbox 360) (Nintendo)
- Trinity: The Shatter Effect
- Young Olympians: Mythos
- Unity

### Game Boy
- Elite (1994 tech demo)
- Fire Fighter
- Gameboy Music (Nintendo)
- Dragon ball GT : Final Bout

### Game Boy Color
- Backyard Football 2001
- Backyard Soccer 2001
- Batman Racing
- Black & White
- The Cage
- Dark Angel: Anna's Quest
- Dino Crisis
- FIFA 2001
- GB Rally
- Iridion
- Jack Nicklaus Golf
- Kirby's Dream Land 2 DX (Nintendo)
- Legend of Starfi (Nintendo)
- KISS: Psycho Circus: The Nightmare Child
- Knights
- Konami Rally
- The Legend of Zelda: Mystical Seed of Courage (Nintendo)
- Max Steel
- Merlin
- Metafight EX
- Metroid II Return of Samus DX
- Mortal Kombat: Special Forces
- Ninja
- Pocket Racers
- Puzzle Collection
- Resident Evil
- Rhino Rumble Puzzle
- Road Runner
- Rocketts' Sleepover
- Ronaldo V-Soccer (disponible a Europa i els Països Catalans com a Ronaldo V-Football)
- Runelords
- Saffire
- Sea-Doo Hydrocross
- South Park
- Supershot Golf Robot
- Supreme Snowboarding
- Surfing
- Sydney 2000
- Thrasher: Skate and Destroy
- Three Stooges
- Towers II: Plight of the Stargazer
- Tyrannosaurus Tex
- Viewpoint
- Wicked Surfing
- WWF No Mercy (Versió GBC)

### Game Boy Advance
- 4x4 Off-Roaders
- A Boy and His Blob
- Aerial Aces
- Aero the Acro-Bat 2
- Aliens vs. Predator
- Animaniacs
- Artifact
- Barbarian
- Battland (Nintendo)
- Bejeweled
- Black Belt Challenge
- Black Rodeo!
- BMX Trick Racer
- Bomb Jack World
- Bonx Racing
- Cerulean Dreams
- Charlie's Angels
- Custom Robo GX 2
- Dark Night
- Dave Mirra BMX XXX
- Def Jam: Fight for NY
- Demon Hunter
- Diddy Kong Pilot disponible per GBA com a Banjo-Pilot (Nintendo)
- Donkey Kong Coconut Crackers disponible per GBA com a It's Mr. Pants! (Nintendo)
- Donkey Kong Plus (Nintendo)
- Exile
- F-1-3
- F-18 Thunder Strike
- Fairytale of the Gods
- The Fast and the Furious
- Field of Nine Digital Edition 2001
- Futurama
- Game Boy Music (Nintendo)
- GB Rally Advance
- Genetic Species
- GP Advance
- Graffiti Tournament: Skate & Style
- Hardcore Pool
- High Heat Major League Baseball 2004
- Hyperspace Delivery Boy
- JailBreak
- Jelly Belly
- Jet Riders
- Kirby Tilt 'n' Tumble Advance (Nintendo)
- Lona Blaze (Nintendo)
- Magic Pockets
- Mary-Kate And Ashley In Action
- Mega Man Anniversary Collection
- Moto-X
- Ms. Pac-Man Advanced
- Paintball
- Palladium
- Pinball Advance
- Prince of Persia: Warrior Within
- Project: Exile
- Radium
- Rick Dangerous
- Rolling
- Spiralstone
- Spyro: Enter the Dragonfly
- Star Giants
- Star Trek Invasion
- * Star Wars: Episode 1 - Obi Wan
- Tenchu
- The Thing
- Tom Clancy's Ghost Recon
- Travis Pastrana's Pro MotoX
- Tyrian (videojoc) disponible per PC
- U.S. Youth Soccer: Power-Up Soccer
- Ultimate Paintball
- Urban Reflex
- Vigilante 8: Second Offense
- Wizards

### NES
- A Boy and His Blob 2
- Ace Harding: Lost in Las Vegas disponible per Game Boy Color
- Addams Family Animation
- Adventure of the Trolls
- Aigina's Prophecy
- Airball
- Airhawk
- Aliens vs. Predator
- An American Tale: Fievel Goes West (versió NES) disponible per SNES
- Arcadia VI
- Arcana (versió NES) disponible per SNES
- Armadillo (llançament als EUA)
- Asterix the Gaul (llançament als EUA)
- Atomic Robo-Kid (versió NES) disponible per a Màquina recreativa i Sega Genesis
- Baby Gangster
- Backgammon
- Barbarian (versió NES) disponible per Commodore 64 i PC
- Barbie Fashion Designer
- Battle Tech
- Battlefields of Napoleon disponible per Apple II i C64.
- Beauty and the Beast (versió NES) disponible per SNES
- Beyond Shadowgate (versió NES) disponible per Turbo Duo
- Big Mouth Bass
- Big Nose Witch Dr
- Bio Force Ape
- Black Bass II
- Black Tiger (versió NES) disponible per arcade
- Blockout
- The Brainies (versió NES) disponible per SNES
- Bruce Lee Lives
- Buster Brothers
- Buzz & Waldog
- California Raisins: The Grape Escape
- Card Sharks
- Cat Runner
- Chester Field
- Chip's Challenge (versió NES) disponible per Lynx i PC
- CJ's Elephant Antics
- Code Blue
- Congo's Caper (versió NES) disponible per SNES
- Cosmo Fighter
- Crash 'n the Boys: Ice Challenge
- Crater Maze
- Crystal Passage
- Cue Stick
- Cycle Shooting
- Daemon's Quest
- Daemon Wars
- Darkwing Duck 2
- Dennis the Menace
- Dewey the Dolphin
- Dino-Hockey
- Dizzy Pinball
- Donkey Kong Jr. no Sansuu Asobi
- Drac's Night Out
- Dragon Tale
- Dragon Wars
- Dream Team 3-on-3 Challenge
- DreamWorld Pogie
- Eon Man
- Escape from Atlantis
- Euro Cup Soccer
- F-1 Hero 2
- Fastest Lap disponible per Game Boy
- Fighting Simulator World Champ
- Final Fantasy IV
- Firehawk
- The Flash
- Glove Pilot
- Go! Dizzy Go!
- Grid Grabber
- Gun Smoke 2
- Happily Ever After (conegut com a Snow White)
- Happy Camper
- Hard Drivin'
- Hat Trick disponible per arcade
- Hit the Ice disponible per arcade
- Hellraiser
- Hudson's Space Adventure
- Inspector Gadget disponible per SNES
- Jack and the Beanstalk
- John Madden Football
- Legend of Hero Tonma disponible per PC-Engine
- The Legend of Zelda: The Triforce of Saga introduït a The Legend of Zelda: A Link to the Past per la SNES (Nintendo)
- Licence to Kill
- Lord of Lightning
- Manipulator Glove Adventure
- Magic Candle (versió NES) disponible per PC
- Magic of Scheherazade II
- Mariner's Run
- Married... with Children
- Master Thief Sugar (també Secret Ties)
- Matchbox Racers
- Mech Warriors
- Metal Man
- Mig 29 Hunter
- Mike Ditka Big Play Football
- Mini Putt
- Monster Truck Rodeo
- New Kids on the Block
- Ongaku Asobi
- Police Academy
- Popeye no Eigo Asobi
- Power Pad Football
- Predator 2
- The Price is Right
- Putt Master
- Return of Donkey Kong
- Ring Raiders
- Rocky
- Rodan
- Seiken Densetsu: The Emergence of Excalibur
- Shadowgate 3
- Shogun Maeda
- SimCity disponible per Super NES
- Sir Eric the Bold
- Snake Rattle 'n' Roll 2
- Spy vs. Spy II: The Island Caper
- Star Trek V
- Street Battle
- Street Fighter II disponible per Super NES
- Sunman
- Super James Pond
- Super Password
- Super Pitfall II
- Super Square Deal
- Super Sushi Pinball
- Talking Super Password
- Thomas the Tank Engine disponible per Super NES
- Triumph
- Trivial Pursuit
- Turrican
- Twin Peaks
- U-Force Power Games
- Ultimate Journey
- Urban Convoy
- U.S.M.C. Harrier
- Vanilla Ice
- War on Wheels
- Web World
- Wild Boys
- Wonderland Dizzy
- Xybots
- Zeta Gundam

### SNES
- Æon Flux (redissenyat i després llançat com a Phantom 2040 per SNES)
- Apocalypse II
- FX Fighter (la versió SNES Super FX, disponible també per PC)
- GoldenEye 007 (redissenyat com a joc d'acció en primera persona i llançat per N64)
- Green Lantern
- Kid Icarus
- Mortal Kombat: Arena Edition
- ShadowHawk
- Shadowrun 2
- Socks the Cat Rocks the Hill
- Sound Fantasy (Nintendo)
- Special Tee Shot (Nintendo)
- Star Fox 2 (la versió SNES Super FX, alguns elements del joc estan a Star Fox Command) (Nintendo)
- Steven Seagal is the Final Option (versió cancel·lada, redissenyada per N64 com a Final Honor)
- Superman (joc de Sunsoft)
- Super Mario FX (la versió SNES Super FX cancel·lada, redissenyada per N64 com a Super Mario 64) (Nintendo)
- Super Smash Bros. (la versió SNES Super FX va ser cancel·lada, redissenyada per la N64)
- Timecop

### e-Reader
- All e-Reader merchandise (EUR) (Nintendo)
- Game & Watch-e (Nintendo)
- Ice Hockey-e (Nintendo)
- Soccer-e (Nintendo)
- Volleyball-e (Nintendo)
- Super Mario Advance 4-e Series 3 (EUA, AUS) (Nintendo)
- Super Mario Advance 4-e Series 4 (EUA, AUS) (Nintendo)
- Super Mario Advance 4-e Series 1 (AUS) (Nintendo)
- Super Mario Advance 4-e Series 2 (AUS) (Nintendo)
- Mario vs. Donkey Kong-e (EUA, AUS) (Nintendo)
- Pikmin 2 e-Reader series (EUA, AUS) (Nintendo)
- Various e-Reader promos (EUA, AUS) (Nintendo)
- Mario Party-e (AUS) (Nintendo)

### Virtual Boy
- Bound High!
- Donkey Kong Country 2
- Doraemon: Nobita no Doki Doki! Obake Land
- Dragon Hopper
- Faceball
- GoldenEye
- Interceptor
- J-League 3D Stadium
- Mansion of Insmouse
- Mighty Morphin Power Rangers
- Night Landing
- Out of the Deathmount
- Polygo Block
- Protious Zone
- Shin Nihon Pro Wrestling Gekitou Densetsu
- Signal Tatto
- Sora Tobu Henry
- Strange Animal School
- Sundays Point
- VB Mario Land
- Virtual Block
- Virtual Bomberman
- Virtual Dodgeball
- Virtual Double Yakuman
- Virtual Fishing
- Virtual Gunman
- Virtual Jockey
- Virtual League Baseball 2
- Wangan Sensen Red City
- Worms
- Zero Racers

## Altres

### CD-i
- Super Mario's Wacky Worlds

### MSX
- Lost Warld (sic)

### Neo-Geo
- Bang² Busters
- Dunk Star
- Fun Fun Brothers
- Ghostlop
- Hebereke's Pair Pair Wars
- The Karate Ninja Show
- Kizuna Encounter Special Edition
- Last Odyssey: Pinball Fantasia
- Manic Panic
- Mystic Wand
- Q.P.
- Tommy K
- Warlocks of the Fates

### Serveis en línia
- Communities.com
- ImagiNation Network (conegut també com a The Sierra Network)
- GameStorm
- Mplayer.com

### SAM Coupé
- F16 Combat Pilot
- Strider

## PC
- The 7th Guest III
- 10Six
- The Adventures of Willy Beamish 2
- Age of Darkness
- Age of Mourning
- Ardonia
- Archaean
- Agents of Justice
- Amen:The Awakening
- American McGee's Oz
- Amulets and Armour
- B-17 Flying Fortress (videojoc) The Legend Returns
- Babylon 5: Into the Fire
- Baja Racing (formerly Extreme Racing)
- Battletech 2035
- Betrayal at Krondor II: Thief of Dreams
- Bioforge 2
- Bioforge Plus
- Black 9
- Bookai Racer
- Brute Force disponible per Xbox
- Buffy the Vampire Slayer disponible per Xbox
- Capitol Punishment
- Champions
- Championship Manager All Stars
- Charr - The Grimm Fate
- Citizens: Backwater Affairs
- Command & Conquer: Renegade 2
- Commander Keen: The Universe is Toast!
- Creation
- Cricket Master 2005
- Crucible
- Crusader: No Mercy
- CRY.SYS
- Dark Zion
- Dawn
- Depth Fantasia (servei en línia)
- Descent 4 (Elements reutilitzats a Red Faction)
- Desert Fighters
- Deuteros (La seqüela a Millennium 2.2) disponible per Atari ST
- Doppelganger
- Dragon Empires
- Driven: The Sequel to Pyst
- Driver 2
- Duality
- Dune: Generations
- Dungeon Keeper 3
- Dusk: Dawn Tactics
- Earth & Beyond (servei en línia)
- Elemental Saga
- Eon of Tears: The Bible Code
- Exarch Online
- Extreme Warfare (originàriament Assault)
- Englaus
- Fallen Age
- Fallout 3 (versió original, anomenada Van Buren)
- Fallout Tactics II
- Fighting Legends
- Fighting Steel Deluxe
- Freespace 3
- Full Throttle: Hell on Wheels
- Gaia Nova
- Glympse
- Golgotha
- GorkaMorka
- Harpoon 4
- Hannibal - The Game
- Heist(game)
- Highlander Online
- Hired Guns (Refet del joc de l'Amiga)
- Imperator Online
- Iritor Online
- Internal Pain
- The Indestructibles (també M.I.S.T.)
- Indiana Jones and the Iron Phoenix
- Into the Shadows
- Jane's A-10 Warthog
- Jazz Jackrabbit 3
- Kanaan
- Kharduum
- Lejendary Adventure Online
- Leisure Suit Larry 8: Lust in Space
- LOOM 2: Forge
- LOOM 3: The Fold
- Loose Cannon
- Lost Continents
- The Lord of the Rings: The Two Towers disponible per PlayStation 2, Xbox i Gamecube
- M1 Tank Platoon 3
- Majestic (servei en línia)
- Meantime
- Middle-Earth Online (versió original)
- Midgard (MMORPG)
- Might & Magic Online
- Mimesis Online
- Mojo's Monster Math (originàriament The Math Garden)
- Monstro!
- Motor City Online (servei en línia)
- Mutant Chronicles
- Mythica
- Neandertal (videojoc)
- Necrocide: The Dead Must Die
- Neospace
- Nomad Soul: Exodus
- Orcs: Revenge of the Ancients
- Outcast 2
- Paradox Online
- Prax War
- Priest
- Prey
- Pro Pilot Paradise
- Rave Racer disponible per Arcade
- Redmoon Online
- Rollerball
- Rune Conquest
- Sam and Max: Freelance Police (tornat a fer com a Sam & Max)
- Shadows of Temuair
- Shay Am: in the 3rd Sphere
- Shining Lore Online
- Shogo: Legacy of the Fallen
- Shogo: Shugotenshi
- SimMars
- SimsVille
- Sovereign
- Space Quest VII: Return to Roman Numerals
- Spyro: Enter the Dragonfly
- StarCon (Star Control 4)
- Starcraft: Ghost
- Star Trek: First Contact
- Star Trek: Secret of Vulcan Fury
- Star Wars: Episode 1 - Obi Wan disponible per Xbox
- Stonekeep 2: Godmaker
- Technosaur
- Third World
- Torin's Challenge
- Torin's Passage 3
- Traveller Online
- Trinity: The Shatter Effect
- Black Isle's Torn
- Toonstruck 2
- Trade Wars: Dark Millennium
- Twilight War: After the Fall
- True Love 2000
- Ultima VIII: The Lost Vale extensió
- Ultima Worlds Online: Origin (originàriament Ultima Online 2)
- Ultima X: Odyssey
- Ultra Warriors: Deliverance of Justice
- Ultra Warriors: Legend of Phorbulaxx
- Ultra Warriors: The RPG Story
- Urban Decay
- Uru: Ages Beyond Myst (servei en línia)
- Warcraft Adventures: Lord of the Clans
- Wing Commander Online (anomenat també Privateer Online)
- Wing Commander: Privateer 3
- Wish
- Wolfpack II
- The World Is Not Enough disponible per PlayStation i Nintendo 64
- X-COM: Alliance
- X-COM: Genesis
- Xfire, pronunciat "Crossfire"
- The Y Project
- Youngblood (disponible només el demo)

## Sega

### Dreamcast
- Agartha
- Age of Empires II
- Air NiGHTS
- Akolyte
- Arcatera: The Dark Brotherhood
- Arena League Football: The 50-Yard Indoor War
- Armada 2: Star Command
- Austin Powers: Mojo Rally
- Baldur's Gate (Dreamcast version) disponible per PC
- Black & White disponible per PC
- Boarder Zone
- Braveknight
- Buffy the Vampire Slayer disponible per Xbox
- Castlevania: Resurrection
- Chakan
- Colin McRae Rally 2.0
- Commandos 2: Men of Courage
- Crimson
- Croc 2 disponible per PC, PlayStation, i Gameboy Color
- Dark Angel: Vampire Apocalypse
- Drakkan
- Dronez
- ESPN Baseball Tonight
- FarNation
- Final Fight Revenge
- Flesh and Wire
- Fortris
- Frame Gride
- Frontier
- Galleon disponible per Xbox
- Geist Force
- Gold and Glory: The Road to El Dorado
- GorkaMorka
- Gunvalkyrie disponible per Xbox
- Half-Life disponible per PC i Playstation 2 (el Blue Shift va ser llançat per PC)
- Heavy Metal: F.A.K.K.²
- Heroes of Might and Magic III
- Hype: The Time Quest
- IHRA Drag Racing
- Independence War 2: Edge of Chaos disponible per PC
- Jump Runner
- Legacy of Kain: Soul Reaver 2 disponible per PlayStation 2 i PC
- The Lost World: Jurassic Park
- Max Payne disponible per PC
- Messiah disponible per PC
- Monster Breeder
- The Mummy disponible per PlayStation
- Mortal Kombat: Special Forces disponible per PlayStation
- The New Batman Adventures
- Nomad Soul: Exodus
- Outcast disponible per PC
- PBA Tour Bowling 2001
- Picassio
- Planet of the Apes disponible per PC
- Project Propeller Online
- Propeller Arena
- Quark
- Quest of the Blademasters
- Ringman
- Roswell Conspiracy Theories
- Rune
- Sanity: Aiken's Artifact
- Sierra Game Room
- Sierra Sports Game Room
- Shenmue III
- Space Invaders
- Spec Ops Online
- Star Trek: New Worlds
- Star Wars: Super Bombad Racing disponible per PlayStation 2
- Streets of Rage 4
- SWAT 3 (versió Dreamcast) disponible per PC
- System Shock 2 (versió Dreamcast) disponible per PC
- Take the Bullet
- Test Drive Cycles
- Time Crisis II disponible per PlayStation 2
- ToeJam & Earl III disponible per Xbox
- Transworld Snowboarding
- Tropico
- Ultimate Fighting Championship: Tapout
- Unreal disponible per PC
- V.I.P.
- Virtua Fighter 4 disponible per PlayStation 2
- VIVA Soccer
- Whiplash 2
- World's Scariest Police Chases
- Worms Pinball

### Master System
- Battletoads in Battlemaniacs disponible per SNES
- Wonderland Dizzy

### Megadrive / Genesis
- Akira
- Command and Conquer disponible per PC
- Davis Cup World Tour Tennis 2
- Elite
- Socks the Cat Rocks the Hill
- Sonic Crackers disponible per Sega 32X com a Knuckles' Chaotix

### Mega-CD
- Akira
- Grandia disponible per Saturn i PlayStation
- Indiana Jones and the Fate of Atlantis disponible per PC i altres
- Monkey Island 2: LeChuck's Revenge disponible per PC i altres
- Ys 4: Mask of the Sun disponible per la Super Famicom

### Saturn
- Adidas Power Soccer
- Alien vs. Predator disponible per arcade
- Armed
- Bedlam disponible per PC
- Blood Omen: Legacy of Kain disponible per PlayStation
- Bubsy 3D disponible per PlayStation
- Burn: Cycle disponible per CDI
- Criticom II disponible com a Dark Rift per N64
- Eternal Champions 3
- Fox Hunt disponible per PlayStation
- Grand Theft Auto disponible per PlayStation i PC
- HyperBlade disponible per PC
- The Journeyman Project: Pegasus Prime disponible per Mac OS i PlayStation
- Kumite: The Fighter's Edge
- Legends '97 Football disponible per PC
- Lunar: Silver Star Story la versió anglesa mai va ser llançada, disponible per PlayStation
- Magic: The Gathering - BattleMage disponible per PC i PlayStation
- Major Damage
- Maximum Surge
- Micro Machines V3 disponible per PlayStation, PC i Game Boy
- NiGHTS 2
- Pinky & the Brain
- Rattlesnake Red
- Rayman 2 disponible per N64 i PlayStation
- Sentient
- Shenmue disponible per Dreamcast
- Sonic the Fighters disponible per arcade
- Sonic X-treme
- Tenka disponible per PlayStation
- TNN Motorsports Hard Core 4X4 2
- Virtua Fighter 3'disponible per Dreamcast
- Werewolf: The Apocalypse
- W.E.T. Corpse

## Sinclair

### ZX Spectrum
- Atomic Robo-Kid
- Attack of the Mutant Zombie Flesh Eating Chickens From Mars
- Bandersnatch llançat anys després com a Brataccas per la Atari ST i Amiga
- The Bobby Yazz Show - cancel·lat pel llançament, va ser disponible anys després per la Crash!
- The Great Giana Sisters disponible per Amiga i C64
- Cyborg (versió Spectrum) disponible per C64
- MasterSpy
- Miner Willy Meets The Taxman (conegut com a The Megatree)
- Mire Mare
- Moon Patrol (versió oficial d'Atari per la Spectrum)
- One Man and His Droid II
- Robotron 2084 (versió oficial d'Atari per la Spectrum)
- Scooby Doo In The Castle Mystery
- Solar Jetman: Hunt for the Golden Warship disponible per NES
- StreetHawk
- The Last Ninja
- Toki disponible per a altres formats

## Sony

### PlayStation
- Æon Flux
- Aliens versus Predator disponible per PC
- American Deer Hunter
- Athenor
- Attack of the Saucermen
- Baldurs Gate disponible per PC
- Barb Wire
- Beavis and Butt-Head: Get Big in Hollywood
- BioSwarm
- Black & White disponible per PC
- Bloodshot
- Buffy the Vampire Slayer disponible per Xbox
- Carnivale
- Clay Fighter X-Treme disponible com a ClayFighter 63 1/3 per N64
- Colliderz
- Criticom II disponible com a Dark Rift per N64
- Cyber Gladiators disponible per PC
- Dead Unity
- Deadline
- Deadly Honor (originàriament com a Steven Seagal is the Final Option per SNES)
- Death Drone
- Down in the Dumps
- Duckman: The Legend of the Fall disponible per PC
- Earthworm Jim
- Elmo in Grouchland
- Elric
- ESPN Great Outdoor Games: Bass Fishing
- Exodus
- Extreme Dreams
- Fortris
- Fox Sports' Major League Baseball 2001
- Future Strike
- Gabrielle: The Dark Angel
- Ghost Rider
- Global Domination disponible per PC
- Hebereke's Pair Pair Wars
- Hellraiser
- Hot Wheels Extreme XTR Racing
- HydroSport Racing
- Incredible Idiots in Space
- Indiana Jones and the Infernal Machine
- Infestation
- The Island of Dr. Moreau
- Kawasaki Motocross
- Kill Wheel
- KISS: Psycho Circus: The Nightmare Child
- Konami Rally
- Kumite: The Fighter's Edge
- The Last Express disponible per PC
- Legion
- Lufia III: Ruins Chaser disponible per GBA sota el nom de Lufia: Ruins of Lore
- Mace: the Dark Age disponible per N64
- Marvel 2099: One Nation Under Doom
- Megarace 2 disponible per PC
- MELT
- NBA ShootOut 99
- Nickelodeon's Cat Dog: Saving Mean Bob
- Omikron: The Nomad Soul disponible per Dreamcast
- Panzer General Assault
- Perfect Weapon 2 (originàriament com a Final Weapon)
- Pinky and the Brain
- Porsche Challenge
- Prince of Persia 3D disponible per Dreamcast i PC
- Quake disponible per PC, Saturn i N64
- Radiant Silvergun disponible per arcade i Saturn
- Rattlesnake Red
- Raze
- Rebel Moon Rising disponible per PC
- Resident Evil 2 (també Resident Evil 1.5)
- Respect Inc.
- Return Fire II'disponible per PC
- Rocket Jockey disponible per PC
- Rollerball
- Saboteur
- Scooby-Doo: Classic Creep Capers
- ShredFest
- Sirens
- SligStorm
- Space Debris
- Speed Tribes
- Star Wars: Episode I Racer disponible per N64 i PC
- StarCon
- Starfleet Academy disponible per PC i SNES
- Surreal
- Ted Shred
- Test Drive Cycles
- Titan A.E.
- Thrill Kill
- Too Human en desenvolupament per Xbox 360
- Vermin
- Violent Seed
- Viper Red Sector
- Virtual Gallup
- WCW/NWO Live
- Werewolf: The Apocalypse
- Wetlands
- Wild Wild West
- Willy the Wombat Later became Crash Bandicoot
- Youngblood
- Zoinks!

### PlayStation 2
- 007 Racing
- Aliens: Colonial Marines
- Austin Powers
- Bakuryu
- Battlebots
- Beast Wars
- Black 9
- Blue Crush
- Bratz: Formal Funk
- Capcom Fighting All-Stars
- Carrier: The Next Mutation
- Championship Surfer
- Clive Barker's The Undying disponible per PC
- Daredevil: The Man Without Fear
- Dead Rush
- Delta Force: Urban Warfare
- Densen
- Dragonkind
- ESPN MLS Extra Time 2002
- ESPN National Hockey Night 2002
- E.T. & the Cosmic Garden
- EXO
- Extreme Wakeboarding
- Fantasy
- Far Cry Instincts disponible per Xbox
- Fear & Respect
- Fear Effect: Inferno
- Ferrari 360 Challenge
- Full Throttle: Hell on Wheels
- Final Fantasy XIII Available for PS3
- Gift
- Good Cop, Bad Cop
- Hand of Odd
- Halo: Combat Evolved disponible per PC i Xbox
- Hell or High Water
- Ice Nine
- Jurassic Park III: Survival
- King of the Cage
- The King and I
- Knights
- Konami's Moto-X
- The Lost
- The Lord of the Rings: The Treason of Isengard
- Medal of Honor: Fighter Commander
- Mille Miglia
- Mix TV Presents: Eminem
- Motorhead 2
- Nickelodeon Party Blast (disponible per Xbox)
- Oddworld: Munch's Oddysee disponible per Xbox
- Oddworld: Stranger's Wrath disponible per Xbox
- Omikron: The Nomad Soul disponible per Dreamcast i PC
- Orchid
- Outcast 2
- Police 911
- Powerslide: Slipstream
- Road to Sunday
- Rubu Tribe
- Rush Club
- SNK Classics Collection
- Sakura Wars: Kouma
- Sakura Wars: Himenishiki Emaki
- The Shield
- Skies of Arcadia
- Star Wars Galaxies disponible per PC
- StarCraft: Ghost
- Starsky and Hutch 2
- Stunt Driver
- Supercross 2002
- Survivor
- SX Superstar
- Taxi Driver
- The World is Not Enough
- Thief: Deadly Shadows
- Thunderbirds
- Tom Clancy's Rainbow Six Vegas
- Vectorman
- Viper Heat
- WCW Mayhem 2
- WCW Wrestling
- X10
- Zombie Revenge

### PlayStation 3
- Fear & Respect
- WWE SmackDown vs. Raw 2007 serà disponible per Playstation 2, Playstation Portable, i Xbox 360
- Theseis' serà disponible per PC i Xbox 360
- Endless Saga
- Tom Clancy's Splinter Cell: Double Agent serà disponible per Playstation 2, Xbox, Gamecube, Wii i Xbox 360
- Killing Day
- Elveon serà disponible per PC i Xbox 360
- Condemned:Criminal Origins
- Dark RPG
- Black Blade serà disponible per Xbox 360
- Gran Turismo HD

### PlayStation Portable
- Batman Begins disponible per Game Boy Advance, GameCube, PlayStation 2, i Xbox
- Makai Wars
- The Chronicles of Narnia: The Lion, the Witch and the Wardrobe disponible per Game Boy Advance, GameCube, Nintendo DS, PlayStation 2, PC, i Xbox
- Star Wars Episode III: Revenge of the Sith (videojoc) disponible per Game Boy Advance, Nintendo DS, PlayStation 2, i Xbox

## Sistemes i accessoris de videojoc
- Atari Cosmos
- Atari Game Brain
- Atari Jaguar II
- Atari Mindlink
- Atari Mirai
- Atari Panther
- Colecovision AT&T Modem
- Doshin
- Dreameye (hi ha un accessori de càmera digital per la Sega Dreamcast)
- Ericsson Red Jade
- Indrema
- Intellivision Modem
- Konix Multisystem
- Matsushita M2
- Nintendo/Sony PlayStation (també SNES CD-ROM) extensió per SNES
- Sega Dreamcast Zip drive
- Sega Neptune (combinat Sega Mega Drive/Genesis i 32X)
- Sega VR
- Sinclair Loki
- Taito WoWoW
- Ultravision
- XeNo